# Kokusyoku Sumire
Kokusyoku Sumire (黒色すみれ ; littéralement violettes noires) est un duo créé en 2004 et composé de deux Gothics Lolitas.

## Histoire
Elles possèdent un cabaret au cœur de Tokyo où Tim Burton s'invite d'ailleurs à chacun de ses passages au Japon, mais organisent régulièrement des tournées françaises. En 2009, elles effectuent ainsi la première partie du concert de Bénabar au Printemps de Bourges. En 2017, elles apparaissent sur le morceau "Takoyaki" du groupe Ultra Vomit, extrait de l'album Panzer Surprise!.

## Formation
- Yuka (ゆか), née un 23 juillet, qui est a l'accordéon au piano et voix.
- Sachi (さち), née un 27 avril, qui est au violon et au piano.

## Albums
- 20 mai 2009 : Gothlolic-ゴスロリック-
- 23 novembre 2007 : 軌道の鉱夫と双子の星
- 1er août 2007 : 天氣輪組曲-tenkirinkumikyoku-
- 14 mars 2007 : アンデルメルヘン歌曲集 [新装版]
- 25 janvier 2006 ; アンデルメルヘン歌曲集
- 22 septembre 2004 : ぜんまい少女箱人形